# 선곡초등학교
선곡초등학교(仙谷初等學校)는 서울특별시 노원구 월계동에 위치한 공립 초등학교이다.

## 연혁
- 1974.09.01 : 개교
- 1975.03.13. : 개교식 (42학급 편성)
- 1980.06.09. : 서관 16교실 증축
- 1985.12.30. : 학교 경영 우수교 교육감 표창
- 1999.12.30. : 학교 경영 우수교 교육감 표창
- 2000.12.28. : 서울북부교육청 학교평가 우수학교 표창
- 2007.03.01. : 좋은학교만들기 자원학교 지정 (2007~2009)
- 2008.12.31. : 학교경영 우수학교 교육감 표창
- 2010.12.24. : 좋은학교만들기 자원학교운영 우수학교 교육감 표창
- 2011.03.01. : 서울특별시 교육복지특별지원학교 지정
- 2011.09.01. : 제12대 장효범 교장 부임
- 2011.12.29. : 학교교육과정 우수학교 교육감 표창
- 2011.12.29. : 학교보건교육 우수학교 교육감 표창
- 2012.03.02. : 서울형 통합교육 시범운영, 안전강화 시범운영(보안관실 운영) 지역 사회 연계 교육(수영, 스케이트),자전거 교육
- 2012.12.28. : 통합교육중점학교 교육감 표창
- 2012.12.28. : 학교평가학교경영분야 교육정보원장상 수상
- 2012.12.28. : 교육과정 운영 우수학교 교육장 표창
- 2013.08.16. : 교육환경 개선사업 실내 도색
- 2013.10.12. : 학교장 노원구민 학교 발전상 수상
- 2013.12.28. : 서관 냉·난방기 교체
- 2014.12.30. : 영재교육 우수학교 교육장 표창
- 2014.12.31. : 학생자치활동 우수학교 교육감 표창

## 참고 자료
- 학교알리미